# Rotala lucalensis
Rotala lucalensis là một loài thực vật có hoa trong họ Lythraceae. Loài này được A.Fern. & Diniz miêu tả khoa học đầu tiên năm 1957.